# Kalcyfediol
Kalcyfediol (łac. calcifediolum) – organiczny związek chemiczny, jeden z metabolitów witaminy D3.
Kalcyfediol jest syntetyzowany w wątrobie w wyniku enzymatycznej hydroksylacji cholekalcyferolu (witaminy D3) w pozycji węgla C25. Lek stosowany jest w leczeniu i zapobieganiu hipokalcemii, krzywicy i osteomalacji. Jest wskazany u chorych u których występują przewlekłe schorzenia wątroby, u których produkcja tego metabolitu witaminy D3 może być upośledzona.